# 洪根深
洪根深（1946年10月24日—）是台灣的當代畫家，任教於高雄師範大學美術系，創作以現代水墨為主。洪根深出生於澎湖，1972年後移居高雄。他是「砂島畫會聯展」、「心象畫會」與「高雄市現代畫學會」等藝術家社群的共同創立者。，同時也曾是美術雜誌《藝術界》的發行人。